# تورخان سلطان
تورخان سلطان، (زاده ۱۶۴۸ روسیه – درگذشته ۴ اوت ۱۶۸۳ ادرنه) خاصگی سلطان برای ابراهیم یکم و والده سلطان برای محمد چهارم بود. تورخان به دلیل نایب السلطنگی پسر خردسال خود و حمایت از ساختمان سازی برجسته بود. او و مادرشوهرش، کوسم سلطان و هم‌چنین  حلیمه سلطان تنها زنانی هستند که در تاریخ عثمانی به عنوان نایب السلطنگی رسمی شناخته می شوند و بر امپراتوری قدرت عالی داشتند.اما میزان نایب السلطنگی  تورخان بیشتر است.

## اوایل زندگی
تورخان در زبان ترکی به معنای شریف زاده یا فردی با اصالت است. او اصالتی تاتار داشت که در هنگام حمله روسیه به روسیه اسیر شد و زمانی که او ۱۲ سال داشت از طرف خان کریمه به ماه‌پیکر سلطان هدیه شد و به حرم‌سرای استانبول منتقل شد. ماه‌پیکر سلطان او را تورخان نامید. او توسط عاتکه سلطان دختر احمد یکم تربیت شد. تورخان یک برادر تنی به نام یونس آقا داشت که در سال ۱۶۸۹ فوت شد.

## خاصگی سلطان
تورخان توسط ماه‌پیکر سلطان برای ابراهیم یکم فرستاده شد. او در ژانویه سال ۱۶۴۲ فرزندش محمد چهارم را به دنیا آورد. تولد محمد شادی زیادی را به همراه داشت.
اگرچه تورخان اولین خاصگی سلطان ابراهیم و مادر شاهزاده ولیعهد بود اما تا حد زیادی نادیده گرفته شد و در طول سلطنت همسرش روزانه ۱۰۰۰ آسپر دریافت میکرد. تورخان به خاطر عشق به قدرت و جاه‌طلبی و شخصیت بی رحمانه مشهور بود به همین دلیل ابراهیم او را پس زد. بعد از ازدواج ابراهیم و هماشاه سلطان مقام او سقوط کرد. 
سلطان ابراهیم علاقه زیادی به پسر یک کنیز داشت تا جایی که او را به فرزندان خود ترجیح می‌داد، تورخان سلطان نسبت به این علاقه حسادت کرد و عصبانیت خود را به ابراهیم نشان داد، ابراهیم هم عصبی شد محمد را از آغوش تورخان گرفت و او را به به سمت حوض آب پرت کرد، اگر خادمی او را نجات نمیداد غرق می‌شد. به همین دلیل جای زخم تا پایان عمر بر روی پیشانی محمد باقی ماند.  

## والده سلطان
رفتارهای ابراهیم باعث شد در ۸ اوت ۱۶۴۸ از سلطنت برکنار و در ۱۸ اوت عدام شد. پسرش محمد چهارم جانشین او شد و با اینکه انتظار می‌رفت تورخان والده سلطان شود اما به دلیل جوانی و بی تجربگی این مقام به ماه‌پیکر سلطان مادربزرگ سلطان داده شد زیرا وی مادر دو سلطان بود و تجربه بیشتری داشت. بنابر این ماه‌پیکر سلطان مقام والده بزرگ و تورخان مقام والده کوچک را کسب کرد.
تورخان یک زن بلند پرواز بود و دوست نداشت مقام والده سلطان را از دست دهد. وی در جنگ قدرت مورد حمایت رئیس خاجگان حرم بود، درحالی که ماه‌پیکر توسط سپاه ینی‌چری حمایت می‌شد. اگرچه موقعیت ماه‌پیکر به عنوان والده برای دولت خوشایند بود اما مردم از دخالت ینی‌چری‌ها در حکومت خشمگین بودند.
در این جنگ قدرت ماه‌پیکر تصمیم گرفت محمد را خلع و یکی دیگر از نوه‌های خود را جانشین سلطنت کند. این جابجایی بیشتر به دلیل کنارگذاشتن عروسش با کسی بود که ماه‌پیکر بتواند راحت تر بر او تسلط داشته باشد. اما این نقشه نا موفق بود و در نهایت ماه‌پیکر با خیانت ملکی خاتون کشته شد.

### نایب‌السلطنه
با مرگ ماه‌پیکر، تورخان نایب‌السلطنه شد. وی قدرت بسیار زیاد بزرگی داشت و پسرش را هر روز در تمامی جلسات دیوان رسماً همراهی می‌کرد و از طرف سلطان در جریان مذاکره با فرستادگان خارجی و همچنین با وزرا و دیگر سران دولتی (از پشت پرده) صحبت می کرد و همه دستورات را صادر می کرد. در عین حال، با درک بی تجربگی خود در امور دولت، والده سلطان جوان هرگز از مشاوره اعضای دولت دریغ نکرد و بدین ترتیب اقتدار مطلق خود را در بین بالاترین مقامات امپراتوری تأمین کرد. او به شدت پسرش را دوست داشت و سلطان به وی احترام می‌گذاشت. تورخان سلطان و مادر همسرش ماه‌پیکر سلطان و حلیمه سلطان تنها زنان در تاریخ عثمانی بودند که با داشتن سمت نایب‌السلطنه کنترل مستقیم و عالی بر امپراتوری عثمانی داشتند. تورخان تنها کسی بود که در تاریخ عثمانی توانست قدرت اداره کل امپراتوری عثمانی را به صورت مساوی و مشترک با سلطان حاکم عثمانی کاملاً به اشتراک بگذارد و سلطان و او به عنوان حاکمان مشترک در ملاعام و خاص قدرت برابر خودشان را به نمایش می گذاشتن و با او همچون امپراتریس رسمی امپراتوری برخورد می شد، او همچنین بسیاری از دستورات مهم حکومت را به طور همزمان در روز به نام خودش و پسرش امضاء می کرد.
تورخان در دوران سلطنتش به عنوان نایب‌السلطنه با دو مشکل بزرگ رو به رو شد. اولین مشکل جنگ برای فتح کرت و مشکل دوم بحران مالی ناشی از هزینه‌های زیاد جنگ. وزیران هم نتوانستند اوضاع را بهبود ببخشند با این حال کپرلو محمد پاشا در سال ۱۶۵۶ به سمت وزیر اعظم رسید اما شرط او برای پذیرش این مقام قدرتی بیشتر از وزرای پیشین بود تورخان سلطان پذیرفت و از مقام نایب السلطنه کنار کشید و بخش بزرگی از قدرت‌های سیاسی خود را به او منتقل کرد، او  به عنوان تنها مشاور فرزندش باقی ماند و قدرت فراوانی همانند قبل نداشت و قدرت و نفوذ پررنگش را در گردش امور اداری امپراتوری از دست داد. بعد از آن، او معمولاً وقت خود را صرف اداره کردن حرمسرای سلطنتی، همراهی کردن پسرش در سفرها، محافظ از او و نظارت بر اقداماتش مثلاً؛ جلوگیری از معاشرت محمد با افراد بد و فاسد تا نتوانند ذهن او را منحرف کنند و همچنین ساخت و سازهای گران‌قیمت امپراتوری که توسط هیچ زنی هزینه نشده بود کرد.

## آثار
تورخان سلطان ساخت و سازهای زیادی انجام داد. وی در سال ۱۶۵۸ دستور ساخت دو قلعه بسیار بزرگ در ناحیه فاتح استانبول صادر کرد. این قلعه‌ها یکی در سمت اروپا و دیگری در سمت آسیا ساخته شدند. این اولین بناهای نظامی بود که به فرمان و هزینه شخصی یک زن ساخته می‌شد.
تورخان سلطان هم‌چنین درسال ۱۶۶۰ دستور ساخت مسجد ینی‌والده را صادر کرد. قبل از آن صفیه سلطان در سال ۱۵۹۷ دستور ساخت این مسجد را در محله امینو استانبول داد، هدف وی اسلامی‌تر کردن این منطقه بود اما ساخت و ساز مسجد با مرگ محمد سوم در سال ۱۶۰۳ متوقف شد. مسجد در سال ۱۶۶۵ تکمیل شد، نه تنها یک مسجد بلکه یک مدرسه چشمه‌های عمومی و یک بازار هم به آن اضافه شده بود. این اولین مسجد سلطنتی و فوق‌العاده گران‌قیمتی بود که به فرمان، تحت نظارت مستقیم و هزینه شخصی یک زن ساخته شده بود. معمولا تورخان سلطان بیشتر حقوق هنگفت روزانه خود را صرف کمک به نیازمندان و کارهای نیک و خیر می کرد، او همچنین در آب رسانی به مکه و مدینه در هنگام نیاز و ساخت آشپزخانه ها و چشمه ها برای سربازان ینی‌چری ها شهرت داشت‌.

## فرزندان
- محمد چهارم، (استانبول ۲ ژانویه ۱۶۴۲ – ادرینه، ۶ ژانویه ۱۶۹۳، در آرامگاه والده تورخان در مسجد جدید دفن گردید) او نوزدهمین سلطان امپراتوری عثمانی بود.

گوهرخان سلطان (تولد استانبول ۱۶۴۲ – مرگ استانبول ۲۱ سپتامبر ۱۶۹۴ در مسجد شاهزاده دفن شد) در سال ۱۶۴۶ با داماد جعفر پاشا، در سال ۱۵۵۳ با داما محمد پاشا سپس در سال ۱۵۹۲ با داماد یوسف پاشا ازدواج کرد
گلثوم سلطان (تولد استانبول – مرگ ادرنه، در مسجد سلیمیه دفن شد) در سال ۱۶۵۲ با داماد اباضه احمد پاشا ازدواج کرد. نام کاملش ام‌کلثوم بود.

## مرگ
تورخان سلطان در ۴ اوت ۱۶۸۳ درگذشت و در مسجد ینی والده دفن گردید. مرگ او به معنای پایان کامل دوران سلطنت زنان بود.
| والده پیشین: ماه‌پیکر سلطان | تورخان سلطان دولتلو عصمتلو عالیت الشان حضرت تورخان حدیثه والده سلطان والده سلطان امپراتوری عثمانی ۱۶۴۸ – ۱۶۸۳ | والده پسین: دلآشوب سلطان |

| خاصگی پیشین: عایشه سلطان | تورخان سلطان دولتلو عصمتلو عالیت الشان حضرت تورخان حدیثه خاصگی سلطان خاصگی سلطان امپراتوری عثمانی ۱۶۴۲ – ۱۶۴۸ | خاصگی پسین: گلنوش سلطان |